# Nižné Šiprúnske sedlo
Nižné Šiprúnske sedlo (1327 m) – miejsce na północnych zboczach północno-zachodniego wierzchołka szczytu Šiprúnia (1461 m)  w Wielkiej Fatrze na Słowacji. W miejscu tym krzyżują się dwa szlaki turystyczne. Nazwa jest myląca. Słowacka nazwa sedlo oznacza przełęcz, właściwa przełęcz oddzielająca północny wierzchołek Šiprúnia od drugiego, położonego na północ i bezimiennego szczytu znajduje się dalej na północ i niżej. Skrzyżowanie szlaków ze względów praktycznych utworzono nieco powyżej tej przełęczy.
Skrzyżowanie szlaków znajduje się na wysokości 1327 m. Jest dobrym punktem widokowym w kierunku północnym, na zboczach poniżej skrzyżowania znajdują się bowiem duże hale pasterskie Maďarovo. Znajduje się na granicy Parku Narodowego Wielka Fatra; należą do niego tereny po zachodniej stronie skrzyżowania i biegnącego od niego na północ i południe grzbietu, po stronie wschodniej jest otulina tego parku. Zachodnie zbocza spod skrzyżowania i przełęczy opadają do doliny Čierňavy (odnoga Ľubochnianskiej doliny), północno-wschodnie do Čutkovskiej doliny.

## Turystyka
Krzyżuje się tutaj zielony szlak biegnący tzw. liptowską gałęzią Wielkiej Fatry ze szlakiem czerwonym. Na przełęcz dotrzeć można wieloma szlakami z wielu miejsc. Najłatwiej jest z parkingu przy centrum wypoczynkowym na Malej Smrekovicy. 
  odcinek: Malá Smrekovica (parking) – Malá Smrekovica –  Nižné Šiprúnske sedlo. Odległość 4,6 km, suma podejść 225 m, suma zejść 225 m, czas przejścia 1,20 h (z powrotem 1,20 h)
  Podsuchá – Nižné Matejkovo – Nižné Šiprúnske sedlo. Odległość 8,6 km, suma podejść 870 m, suma zejść 80 m, czas przejścia 3,05 h (z powrotem 2,20 h)
   Nová Černová (Rużomberk) – Tlstá hora – Chabzdová – Maďarovo – Nižné Šiprúnske sedlo. Odległość 11,3 km, suma podejść 1095 m, suma zejść 215 m, czas przejścia 4,10 h (z powrotem 3,15 h)

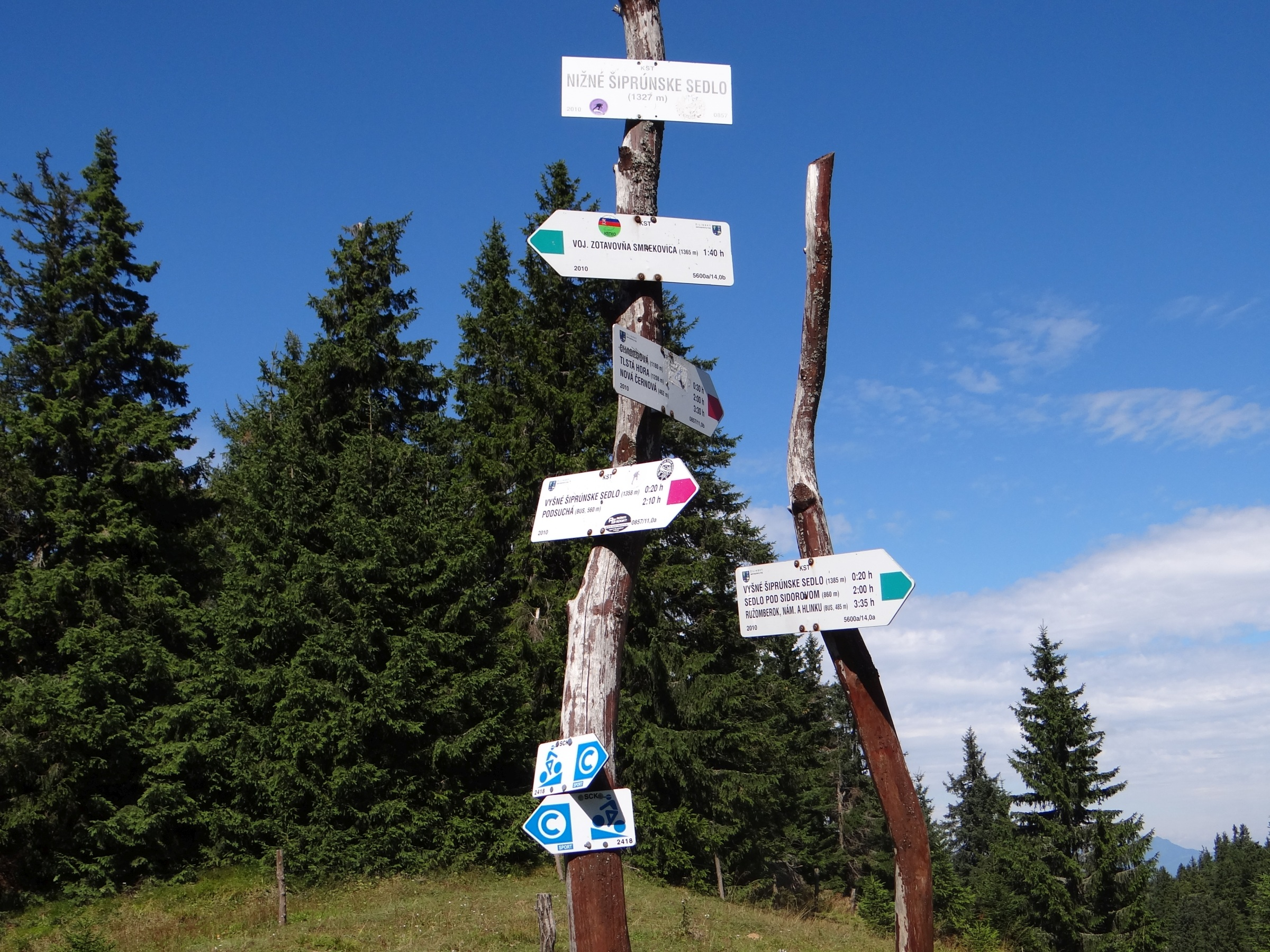
Znaki turystyczne
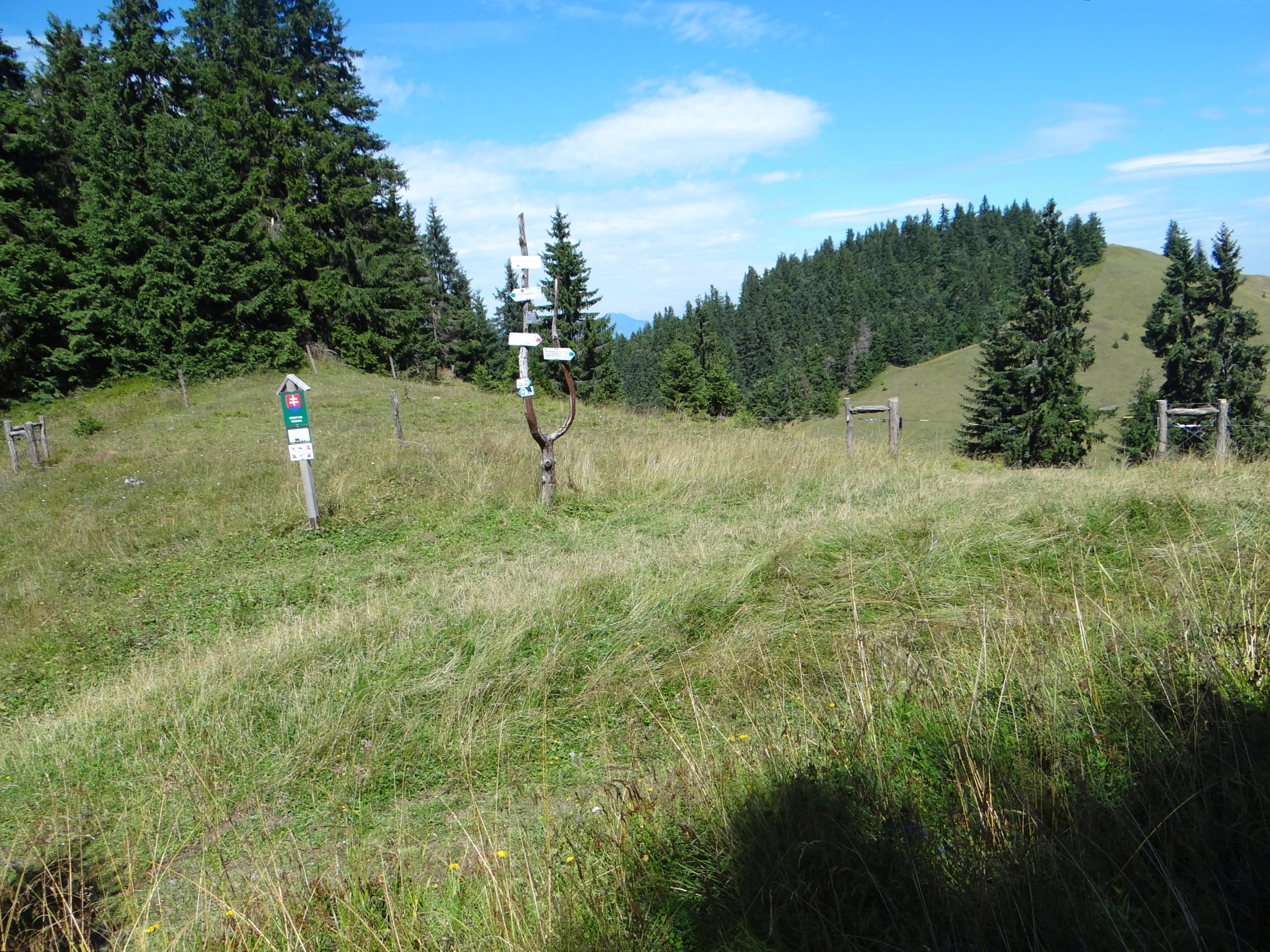
Skrzyżowanie szlaków
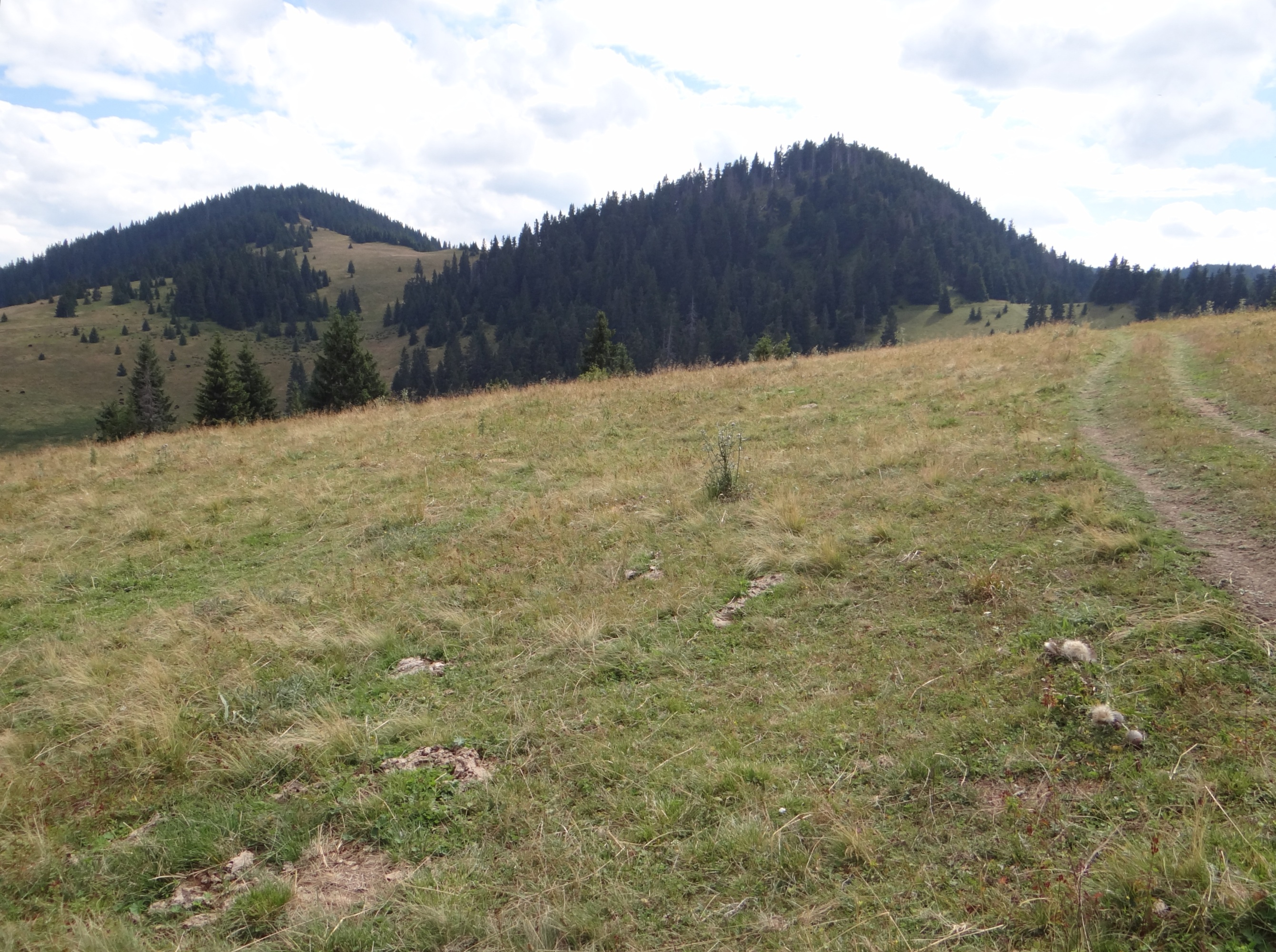
Nižné Šiprúnske sedlo poniżej prawego szczytu Šiprúnia
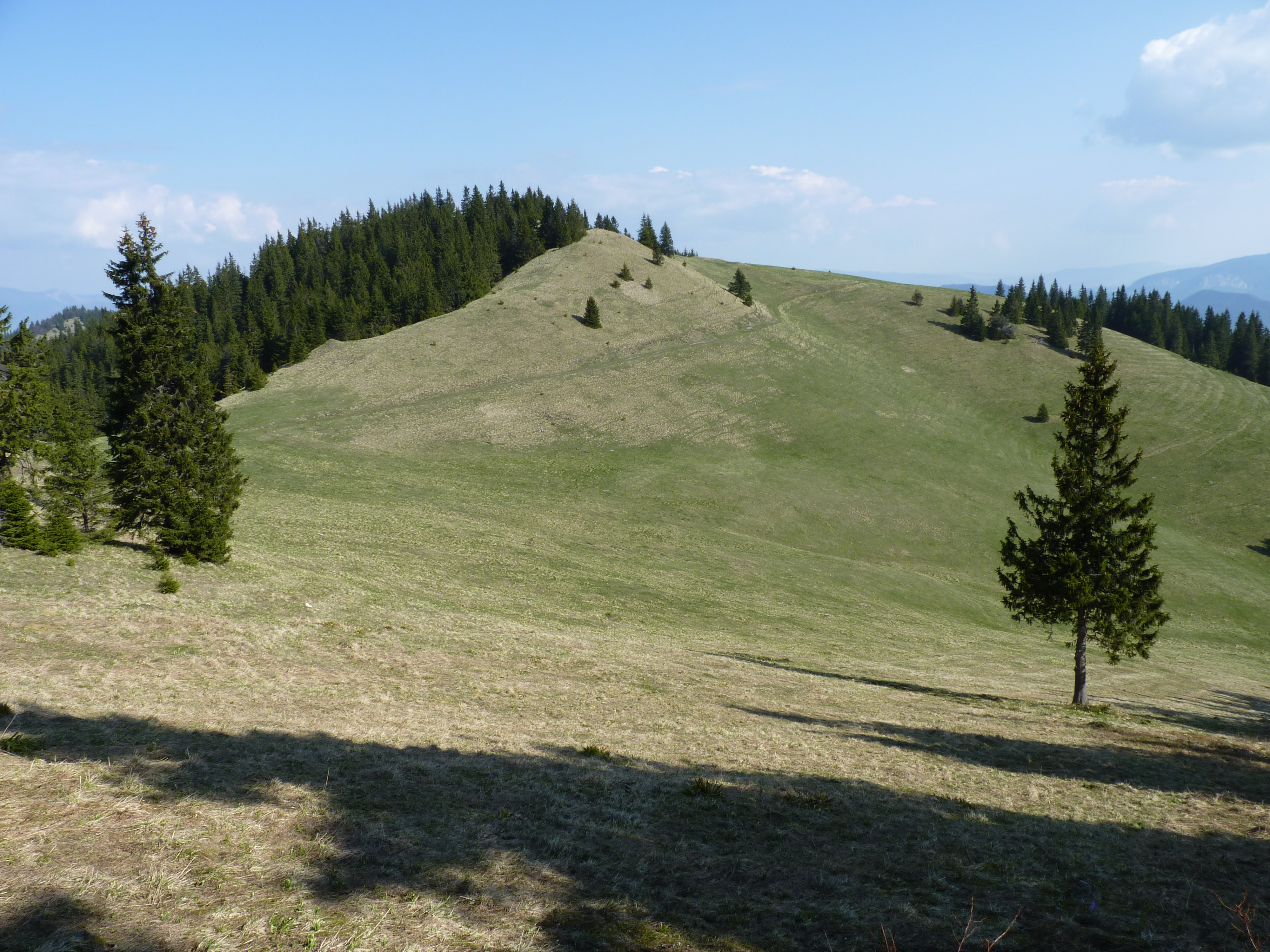
Widok na północ